# والاس مک‌دونالد
والاس مک‌دونالد (انگلیسی: Wallace MacDonald؛ ۵ مهٔ ۱۸۹۱ – ۳۰ اکتبر ۱۹۷۸) یک تهیه‌کننده، و هنرپیشه اهل کانادا بود. وی بین سال‌های ۱۹۱۲ تا ۱۹۵۹ میلادی فعالیت می‌کرد.
از فیلم‌ها یا برنامه‌های تلویزیونی که وی در آن نقش داشته است می‌توان به گرفتار در کاباره، عشق جریحه‌دارشده تیلی و گذرنامه برای سوئز اشاره کرد.